# Selvær
Selvær est le village de pêcheurs de l'île de Selvær dans le comté de Nordland, en Norvège.

## Géographie
Elle est située sur et la kommune de Træna. La pêche et la salmoniculture sont les activités les plus importantes de l'île.